# Carreró del Teco
El Carreró del Teco és una via pública de Cervera (Segarra) protegida com a Bé Cultural d'Interès Local.

## Descripció
El carreró del Tecó comunica el carrer Major amb el carrer Nou passant per sota els edificis de la banda est d'aquell. El forjat és de bigues de fusta i prop de la sortida pel carrer Nou trobem un arc ogival de pedra. La fornícula, refosa a la paret de façana del carrer Major és d'època barroca amb elements ornamentals propis del moment. La imatge de Sant Ignasi és de rajoles ceràmiques pintades de diferents colors i és indicativa de l'antiga divisió del carrer Major, en correspondència amb les esglésies que el senyorejaven i que eren Sant Agustí, Sant Bernat (església dels jesuïtes i d'aquí la referència a Sant Ignasi) i Sant Joan.
Al número 100 del carrer Major s'obre un altre carreró, així com un altre vora l'antiga residència jesuítica, conegut com la "costa de Sant Bernat" i que constitueix també l'accés al carreró de les Bruixes.